# Каратал (захоронение)
Карата́л (каз. Қаратал) — древнее захоронение в Каратальском районе Алматинской области Казахстана. Расположено неподалёку от железнодорожной станции Уштобе, возле моста через реку Каратал.
Археологический комплекс состоит из 5 участков. В состав каждого участка входят курганы диаметром от 2,5 до 18 м и высотой до 2,5 м, с каменными и земляными насыпями. Погребения датируются I—V веками.
Исследования проводились в 1956 году в ходе Семиреченской археологической экспедиции под руководством Е. И. Агеевой. В ходе раскопок было установлено, что погребения относятся к культуре усуней, обнаруживающей преемственность с более ранней сакской культурой Семиречья.
Более подробные данные о составе захоронения и проведённых исследованиях сведены в таблицу:
| Участок   | Число курганов | Диаметр курганов, м | Высота курганов, м | Датировка  | Число раскопанных курганов | Находки                                               |
| --------- | -------------- | ------------------- | ------------------ | ---------- | -------------------------- | ----------------------------------------------------- |
| Каратал-1 | 13             | от 3 до 14          | 1                  | I в.       | 6                          | глиняная посуда, железный нож                         |
| Каратал-2 | 26             | от 4 до 11          | нет данных         | IV—V вв.   | 7                          | глиняная посуда, бронзовое кольцо, железные нож и щит |
| Каратал-3 | 109            | от 2,5 до 18        | нет данных         | I в.       | 28                         | нет данных                                            |
| Каратал-4 | нет данных     | от 7 до 17,5        | от 0,8 до 2,5      | I в.       | нет данных                 | глиняная посуда                                       |
| Каратал-5 | 3              | нет данных          | нет данных         | нет данных | нет данных                 | нет данных                                            |